# Microdochium majus
Microdochium majus är en svampart som först beskrevs av Hans Wilhelm Wollenweber, och fick sitt nu gällande namn av Glynn & S.G. Edwards 2005. Microdochium majus ingår i släktet Microdochium, ordningen kolkärnsvampar, klassen Sordariomycetes, divisionen sporsäcksvampar och riket svampar.   Inga underarter finns listade i Catalogue of Life.